# Parabola dello scriba discepolo del Regno dei Cieli
La parabola dello scriba discepolo del Regno dei Cieli è una delle parabole di Gesù, contenuta nel solo Vangelo secondo Matteo 13,51-52.  
Dopo aver esposto la parabola della rete:
(Vangelo secondo Matteo, 13,51-52)

## Significato
In questa parabola, uno scriba ebreo che si è convertito al cristianesimo è paragonato a un padrone di casa che tira fuori cose vecchie e nuove dagli averi della sua famiglia. All'epoca di Gesù, il padrone di casa doveva provvedere alle necessità della sua famiglia, per cui stava attento a non sprecare niente; le cose ancora buone venivano conservate per essere riutilizzate al momento opportuno.  Gli scribi erano invece gli esperti dell'Antico Testamento e gli interpreti ufficiali della legge di Mosè. Questo riferimento si presta a una duplice interpretazione: potrebbe intendere un eventuale scriba ebreo convertitosi al cristianesimo o i discepoli di Gesù da lui istruiti. In ogni caso, il discepolo di Gesù deve conoscere sia l'Antico Testamento che gli insegnamenti di Gesù, perché sono entrambi indispensabili alla realizzazione del piano di Dio. Inoltre, non può limitarsi solo a tramandare la tradizione ma deve cercare di capire il presente ed essere aperto al futuro, perché altrimenti la religione diventerebbe solo qualcosa che riguarda il passato.